# Go!!!
Go!!! (scritto GO!!!) è un brano musicale scritto da KOHSHI e TAKE ed interpretato dal gruppo giapponese Flow, e pubblicato il 28 aprile 2004 come quarto singolo. Il brano è stato utilizzato come quarta sigla di apertura degli episodi dal 78 al 103 dell'anime Naruto. Il singolo è arrivato alla sesta posizione della classifica Oricon dei singoli più venduti in Giappone, rimanendo in classifica per ventidue settimane e vendendo 120 934 copie.

## Tracce
CD singolo KSCL-918
1. GO!!! - 3:59
2. RISING DRAGON - 3:18
3. MY LIFE - 3:43
4. GO!!! ~VOCALLESS MIX~ - 4:00
5. GO!!! ~NARUTO OPENING MIX~ - 1:35

Durata totale: 16:35

## Classifiche
| Classifica (2004) | Posizione massima |
| ----------------- | ----------------- |
| Giappone (Oricon) | 6                 |